# Bill Wurtz
Bill Wurtz (enligt eget skrivsätt: bill wurtz) är en internetbaserad musiker från USA.
Wurtz är känd för att producera musik, musikvideor, animationer och kortfilmer av varierande längd. Dessa präglas av surrealistiska och absurda inslag och oförutsägbara skeenden. Wurtz publicerar innehåll på plattformarna Youtube, Twitter, Instagram och sin egen webbplats. Han släpper även sin musik på Spotify och Bandcamp. Till de mer uppmärksammade produktionerna hör history of the entire world, i guess från 10 maj 2017, som är ett nitton minuter långt försök att skissera universums, livets och mänsklighetens historia, med betoning på människans geopolitiska historia. Fem månader efter uppladdning på Youtube hade filmen visats 32,5 miljoner gånger. Året innan hade Wurtz tilldelats sociala medier-priset Shorty Award i kategorin Best in Weird ("bästa konstiga"), i vilken bland andra även Amy Sedaris var nominerad.
År 2018 deltog Wurtz i panelen "Finding a niche and making it work for you" på videokonferensen Vidcon 2018. Där förklarade han exempelvis hemligheten bakom varför hans videor framstår som annorlunda jämfört med andra musikinriktade youtubare. Enligt Wurtz beror hans unika stil på att han inte låter sig påverkas av andra skapares videor, istället fokuserar han på att skapa videor som han själv anser vara helt normala.
Wurtz konstnärliga produktion är desto mer omfattande på hans webbplats, där han bland annat tillgängliggör sina alster i ljud-, video- och textformat och svarar på allmänhetens frågor.
I ett svar på en tittarfråga angav Wurtz att hans favoritlåt är "Great Day" av Paul McCartney.

## Låtar i urval
- "Stuck in a rut" (2005)[10]
  - Detta är Wurtz äldsta släppta låt[11] och är endast 7 sekunder lång.
- "Tuesday" (2014)[12]
- "School" (2014)[13]
- "We Could Just Get High" (2014)[14]
- "New Canaan" (2014)[15]
- "It's Gonna Be Alright" (2014)[16]
- "I'm Confused" (2014)[17]
- "this is a song for my next album" (2014)[18]
- "Alphabet Shuffle" (2016)[19]
- "In California" (2017)[20]
- "I Love You" (2017)[21]
- "Movie Star" (2017)[22]
- "Got to Know What's Going On" (2017)[23]
- "Outside" (2017)[24]
- "La de Da de Da de Da de Day Oh" (2018)[25]
  - Musikvideon till denna låt blev mycket populär på Youtube och har över 8 miljoner visningar.[26]
- "And the Day Goes On" (2018)[27]
- "Hello Sexy Pants" (2018)[28]
- "Hallelujah" (2018)[29]
- "I'm Best Frieds With My Own Front Door" (2018)[30]
- "Mount St. Helens Is About To Blow Up" (2018)[31]
- "The Moon Is Made of Cheese (But I Can't Taste It)" (2018)[32]
- "When I Get Older" (2018)[33]
- "Long Long Long Journey" (2018)[34]
- "Slow Down" (2018)[35]
- "Christmas Isn't Real" (2018)[36]
- "Just Did a Bad Thing" (2018)[37]
- "At the Airport Terminal" (2019)[38]
- "Might Quit" (2019)[39]

Ovan nämnda låtar har släppts av Bill Wurtz på Spotify. Han har dock skrivit en stor mängd fler som han publicerat på sin hemsida.